# Jean Laplanche
Jean Laplanche (* 21. Juni 1924 in Paris; † 6. Mai 2012 in Beaune, Burgund) war ein französischer Autor und Theoretiker der Psychoanalyse.
Laplanche ist insbesondere durch seine Arbeiten auf dem Gebiet der psychosexuellen Entwicklung und über Freuds Verführungstheorie, die er verallgemeinerte, bekannt. Gemeinsam mit Jean-Bertrand Pontalis verfasste er das Standardwerk Das Vokabular der Psychoanalyse.
Das Journal Radical Philosophy beschreibt ihn als „the most original and philosophically informed psychoanalytic theorist of his day“.

## Leben
Jean Laplanche wurde am 21. Juni 1924 in Paris, im 4. Arrondissement geboren.
Er wuchs in der Region Côte-d’Or auf. In seiner Jugend war er in einer Gruppe namens Action catholique aktiv, einer linksgerichteten Organisation, die sich für soziale Gerechtigkeit einsetzte. In den 1940er Jahren studierte Laplanche Philosophie an der Pariser École normale supérieure, unter anderem bei Jean Hyppolite, Gaston Bachelard und Maurice Merleau-Ponty. Unter dem Vichy-Regime schloss Laplanche sich 1943 der Résistance an. Er war eines der Gründungsmitglieder der Organisation Socialisme ou barbarie, wandte sich von dieser Gruppe jedoch, unter anderem aufgrund von Differenzen mit Cornelius Castoriadis, bald wieder ab.
Von 1946 bis 1947 studierte er ein Jahr in Harvard, allerdings nicht am dortigen Institut für Philosophie, sondern am Institut für Soziale Beziehungen. Zu dieser Zeit wuchs sein Interesse für die Psychoanalyse. Nach der Rückkehr nach Frankreich nahm Laplanche an den Seminaren Jacques Lacans teil und absolvierte bei diesem eine Lehranalyse. Nach einem Studium der Medizin praktizierte er selbst als Analytiker und trat der International Psychoanalytical Association bei. 1961 wurde ihm durch Daniel Lagache eine Position an der Sorbonne in Paris angeboten.
Nach seinem Bruch mit Lacan im Jahr 1964 gründete er mit anderen die Association psychanalytique de France und wurde 1969 zu ihrem Präsidenten gewählt. Dieser Fachgesellschaft stand er bis 1971 vor, als er durch seinen langjährigen Freund Jean-Bertrand Pontalis abgelöst wurde.
1986 berief man ihn zum Doktor honoris causa an die Universität Lausanne, später auch an die Universität Buenos-Aires und an die Universität Athen. 1990 verlieh man ihm den Titel des Knight of Arts and Letters, 1995 erhielt er den Mary S. Sigourney Award. Später hat er sich als Professor émérite an der Sorbonne (Universität Paris VII) aus der Lehrtätigkeit zurückgezogen.
Laplanches gesammelte Vorlesungen an der Universität Paris VII sind auf Französisch in sieben Bänden unter dem Titel Problématiques veröffentlicht.
Ab 1966 teilten Jean Laplanche und seine Frau Nadine Laplanche, die 1950 heirateten, ihr Leben zwischen Paris und Burgund, im Château de Pommard, wo Jean-Louis Laplanche Weinbauer war. Das Familiengut mussten Jean und Nadine Laplanche im November 2003 verkaufen. Nadine Laplanche ist im April 2010 verstorben.
Im Jahre 1988 begann die kollektive Übersetzung der Gesamtwerke von Sigmund Freud ins Französische, die OCFP, unter der wissenschaftlichen Leitung von Laplanche beim Verlag Presses Universitaires de France, wo Laplanche auch als Herausgeber tätig war.
Im Jahr 2006 gestaltete Elisabeth Putz ein Porträt von Laplanche, als er im Mai anlässlich des 150. Geburtstages von Sigmund Freud in Wien einen Festvortrag hielt. Es wurde im August gesendet und wird in der Philosophischen Audiothek, die vom Institut für Philosophie der Universität Wien betrieben wird, zur Verfügung gestellt.
Jean Laplanche ist am 6. Mai 2012 in Beaune gestorben.

## Auszeichnungen
- 1995: Mary S. Sigourney Award.[2]

## Werke
- Hölderlin et la question du père. PUF, Paris 1961.
- mit Serge Leclaire: L’inconscient une étude psychanalytique. (Colloque de Bonneval, automne 1960). In: J. Laplanche: Problématiques IV L’inconscient et le ça. PUF Paris 1981, S. 261–321.
- mit Jean-Bertrand Pontalis: Fantasme originaire Fantasmes des origines Origines du fantasme. Hachette, Paris 1961.
- mit Jean-Bertrand Pontalis: Vocabulaire de la psychanalyse. éd. 2004 PUF-Quadrige, No 249, Paris 1967, ISBN 2-13-054694-3.
- Vie et mort en psychanalyse. Flammarion, Paris 1970.
- Problématiques I : L’angoisse. PUF, Paris 1980.
- Problématiques II: Castration, symbolisations. PUF, Paris 1980.
- Problématiques III: La Sublimation. PUF, Paris 1980.
- Problématiques IV: L’inconscient et le ça. PUF, Paris 1981.
- Problématiques V : Le baquet-transcendance du transfert. PUF, Paris 1987.
- Nouveaux fondements pour la psychanalyse. PUF, Paris 1987.
- Traduire Freud. (en coll. avec A. Bourguignon, P. Cotet F. Robert). PUF, Paris 1989.
- La révolution copernicienne inachevée. (Travaux 1967–1992) Aubier, Paris 1992.
- Le fourvoiement biologisant de la sexualité chez Freud. Les empêcheurs de penser en rond, Paris 1993.
- Entre séduction et inspiration : l’homme. PUF, Paris 1999.
- Problématiques VI: L’après-coup - La "Nachträglichkeit" dans l’après-coup (1990–1991). PUF, Paris 2006.
- Problématiques VII: Le fourvoiement biologisant de la sexualité chez Freud. suivi de Biologisme et biologie. PUF, Paris 2006.
- Sexual. La sexualité élargie au sens freudien. 2000–2006. PUF, Paris 2007.

### Deutsche Übersetzungen
- Über Marcuse und die Psychoanalyse. Merve, Berlin 1970
- mit Jean-Bertrand Pontalis: Das Vokabular der Psychoanalyse Suhrkamp, Frankfurt 1973
- Leben und Tod in der Psychoanalyse. Aus dem Französischen von Peter Stehlin, bearbeitet von Jean-Daniel Sauvant. Mit einem Vorwort von Jean-Daniel Sauvant und Udo Hock. Psychosozial-Verlag, 2014, ISBN 978-3-8379-2248-6
- Hölderlin und die Suche nach dem Vater. Frommann-Holzboog, Bad Cannstatt 1975
- Die allgemeine Verführungstheorie und andere Aufsätze. Übers. Gunter Gorhan. Edition Diskord, Tübingen 1988; 2. durchges. Aufl. Brandes & Apsel, Frankfurt 2017
- Urphantasie: Phantasien über den Ursprung, Ursprünge der Phantasie. (gemeinsam mit Jean-Bertrand Pontalis). Fischer, Frankfurt am Main 1992
- Die unvollendete kopernikanische Wende in der Psychoanalyse. Fischer, Frankfurt 1996; Neuaufl., Neuaufl., Aus dem Französischen von Udo Hock, Psychosozial-Verlag, 2005, ISBN 978-3-89806-460-6
- Neue Grundlagen für die Psychoanalyse. Die Urverführung. Aus dem Französischen von Hans-Dieter Gondek. Psychosozial-Verlag, Gießen 2011, ISBN 978-3-8379-2006-2
- Sexual. Eine im Freud’schen Sinne erweiterte Sexualtheorie. Aus dem Französischen von Bettina Lindorfer, Anna Koellreuter, Udo Hock, Peter Passett, Jean-Daniel Sauvant, Bernd Schwibs und Eike Wolff. Mit einem Vorwort von Udo Hock und Jean-Daniel Sauvant. Psychosozial-Verlag, 2017, ISBN 978-3-8379-2301-8

## Sekundärliteratur
- Anna Koellreuter (Hrsg.): Festschrift zum 80. Geburtstag von Jean Laplanche. In: Werkblatt. Zeitschrift für Psychoanalyse und Gesellschaftskritik. Linz, N° 52/1, 2004. (Inhaltsverzeichnis)
- Roseline Bonnellier: Sous le soleil de Hölderlin: Oedipe en question - Au premier temps du complexe était la fille, L’Harmattan, Collection "Études psychanalytiques", Paris 2010, ISBN 978-2-296-10411-2.
- International Dictionary of Psychoanalysis, éd. Alain de Mijolla, 3 vol., Detroit, Thomson/Gale, 2005 (MacMillan Reference Books) ISBN 978-0-02-865924-4.
  - théorie de la séduction généralisée (Jean Laplanches Artikel).
- Yvon Brès, « Jean Laplanche (21 juin 1924 - 6 mai 2012) », in  Revue philosophique de la France et de l'étranger, n° 137, 2012/3, S. 441–442.
- Travail de rêve, travail du rêve (dir. Jean-Louis Brenot), Actes des Journées internationales Jean Laplanche de Gilly (Burgund) 2010, © Institut de France -  Fondation Jean Laplanche, 2012.
  - Beiträge von C. Dejours, J C. Calich, J-M Dupeu, M. Rezende Cardoso, J-P Marnier, M T. De Melo Carvalho et P C. De Carvalho Ribeiro, U. Hock, L. Maia, A. Luchetti, H. Arcoverde Melo, F. Andrade et H. Arcoverde, H. Magalhães.
- Lothar Bayer, Ilka Quindeau (Hrsg.): Die unbewusste Botschaft der Verführung, Interdisziplinäre Studien zur Verführungstheorie Jean Laplanches, Psychosozial-Verlag, 2014, ISBN 978-3-8379-2390-2
- La séduction à l'origine. L'œuvre de Jean Laplanche, Actes Colloque de Cerisy (Juli 2014), ouvrage coordonné par Christophe Dejours et Felipe Votadoro, publié avec le concours de la Fondation Jean Laplanche — Institut de France et de l'Association Psychanalytique de France, Paris, P.U.F. 2016, ISBN 978-2-13-073326-3
- Laplanche et la traduction: Le mytho-symbolique: aide ou obstacle à la traduction? (dir. Christophe Dejours et Hélène Tessier), Actes des Journées internationales Jean Laplanche à Tutzing (Deutschland) Juni 2016, publiés avec le concours de la Fondation Jean Laplanche — Institut de France, Paris, P.U.F. / Humensis, Januar 2018, ISBN 978-2-13-080020-0.
  - Beiträge von M.-T. de Melo Carvalho (Brasilien), G. Zárate Guerrero (Mexiko), D. Golergant (Peru), F. Bézerra de Andrade, H. Arcoverde de Melo (Brasilien), A. Cinello (Spanien), I. Gernet (Frankreich), F. Martens (Belgien), M. Rezende Cardoso, G. de Araujo Abrantes (Brasilien), G. Diebold (Frankreich), C. Dejours (Frankreich), R. Bonnellier (Frankreich).
- Thomas Aichhorn,  »Freud arbeiten lassen« : die Dynamisierung der Sexualtheorie durch Jean Laplanche : eine Einführung, Brandes & Apsel, Frankfurt A. M., 2019, ISBN 978-3-95558-262-3